# 尚博尔附近蒙
尚博尔附近蒙（法語：Mont-près-Chambord，法語發音：[mɔ̃ pʁɛ ʃɑ̃bɔʁ]）是法国卢瓦-谢尔省的一个市镇，属于布卢瓦区。

## 地理
尚博尔附近蒙（47°33'46"N, 1°27'44"E）面积28.51 平方千米，位于法国中央-卢瓦尔河谷大区卢瓦-谢尔省，该省份为法国中北部省份，北起厄尔-卢瓦省，东北接卢瓦雷省，东南接谢尔省，南至安德尔省，西南接安德尔-卢瓦尔省，西北接萨尔特省。
与尚博尔附近蒙接壤的市镇（或旧市镇、城区）包括：塞莱特、库尔舍韦尼、科松河畔于索、索洛涅地区图尔、维讷伊。
尚博尔附近蒙的时区为UTC+01:00、UTC+02:00（夏令时）。

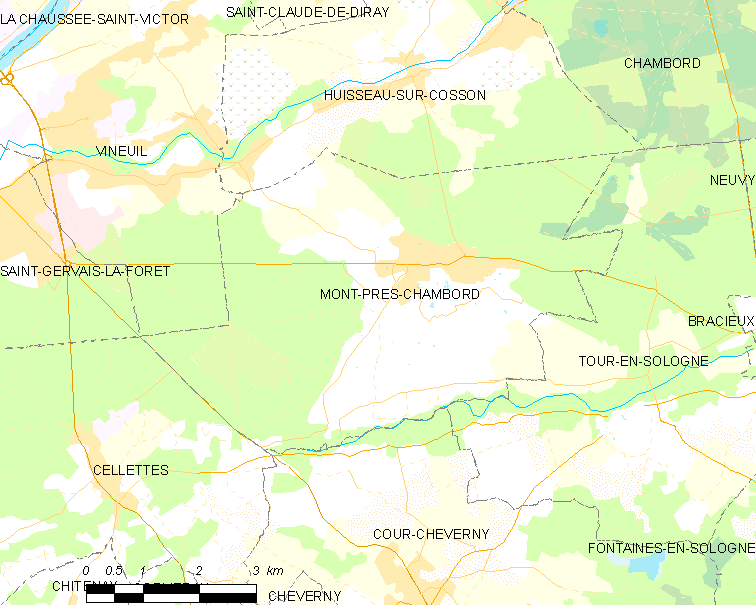
尚博尔附近蒙的OSM定位图

## 行政
尚博尔附近蒙的邮政编码为41250，INSEE市镇编码为41150。

## 政治
尚博尔附近蒙所属的省级选区为尚博尔县。

## 人口

1962-2008年间尚博尔附近蒙人口变化图示

尚博尔附近蒙于2022年1月1日时的人口数量为3360人。